# Volkswagen Tiguan
Volkswagen Tiguan ([tiɡuˈɑːn]) — компактный кроссовер компании Volkswagen, производимый в 3 поколениях с 2007 года. Сборка автомобиля осуществляется на заводах Volkswagen в Вольфсбурге (Германия). 
Название Tiguan составлено из двух немецких слов: Tiger (тигр) и Leguane (игуана).

## Первое поколение

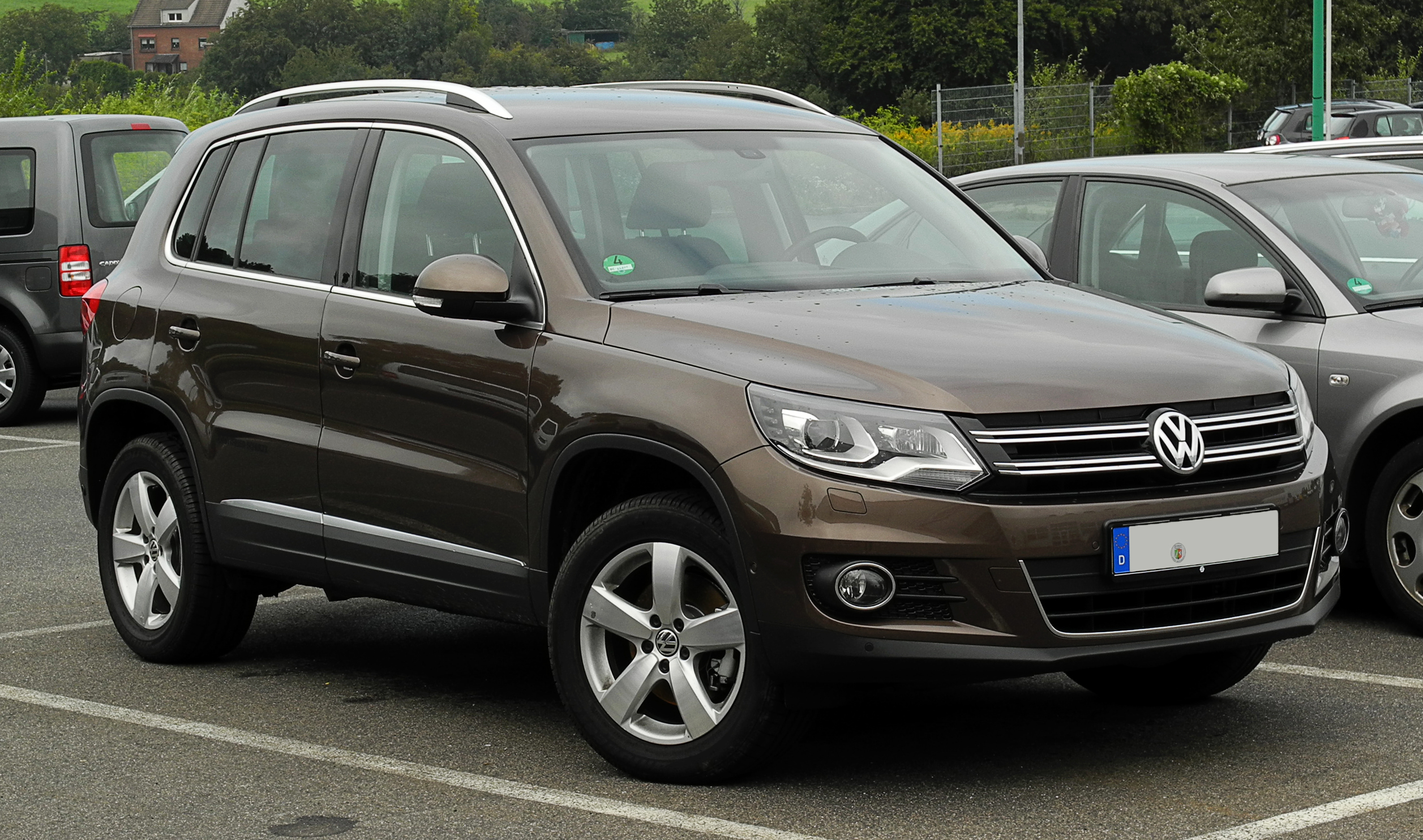
После рестайлинга

Автомобиль был представлен в 2007 году на Франкфуртском автосалоне, в том же году на автосалоне в Шанхае Фольксваген представил Tiguan HY Motion на водородных топливных элементах.
В июле 2011 года Tiguan прошёл рестайлинг. В целом Tiguan привели к новому корпоративному стилю Volkswagen, среди прочих изменений: была изменена решётка радиатора, передние фары и задние фонари. С технической стороны изменились двигатели. Был добавлен новый уровень отделки Track & Style.
Автомобиль выпускался как с приводом на переднюю ось, так и с автоматически подключаемым полным приводом на основе муфты Халдекс. Двигатели (устанавливаемые в России) — 1,4 TSI (механический нагнетатель + турбонаддув — 150 л. с., а также без механического нагнетателя с турбонаддувом — 122 л. с.), 2,0 TSI (турбонаддув 170 л. с. и 200 л. с.) и 2,0 TDI (140 л. с.).
Устанавливались 4 вида трансмиссий:
1.4 TSI 122 л. с. + 6-ст МКПП
1.4 TSI 150 л. с. + 6-ст DSG
1.4 TSI 150 л. с. + 6-ст МКПП
2.0 TSI 170 л. с. + 6-ст. АКПП (Aisin)
2.0 TSI 200 л. с. + 7-ст. DSG
2.0 TDI 140 л. с. + 6-ст. АКПП (Aisin)

### Безопасность
| Euro NCAP                                         | Euro NCAP | Euro NCAP | Euro NCAP             |
| ------------------------------------------------- | --------- | --------- | --------------------- |
| не известно общий рейтинг                         |           |           |                       |
| 100%                                              | 80%       | 40%       | %                     |
| взрослый пассажир                                 | ребёнок   | пешеход   | активная безопасность |
| Протестированная модель: Volkswagen Tiguan (2007) |           |           |                       |

| Euro NCAP                                         | Euro NCAP | Euro NCAP | Euro NCAP             |
| ------------------------------------------------- | --------- | --------- | --------------------- |
| · общий рейтинг                                   |           |           |                       |
| 87%                                               | 79%       | 48%       | 71%                   |
| взрослый пассажир                                 | ребёнок   | пешеход   | активная безопасность |
| Протестированная модель: Volkswagen Tiguan (2009) |           |           |                       |

## Второе поколение

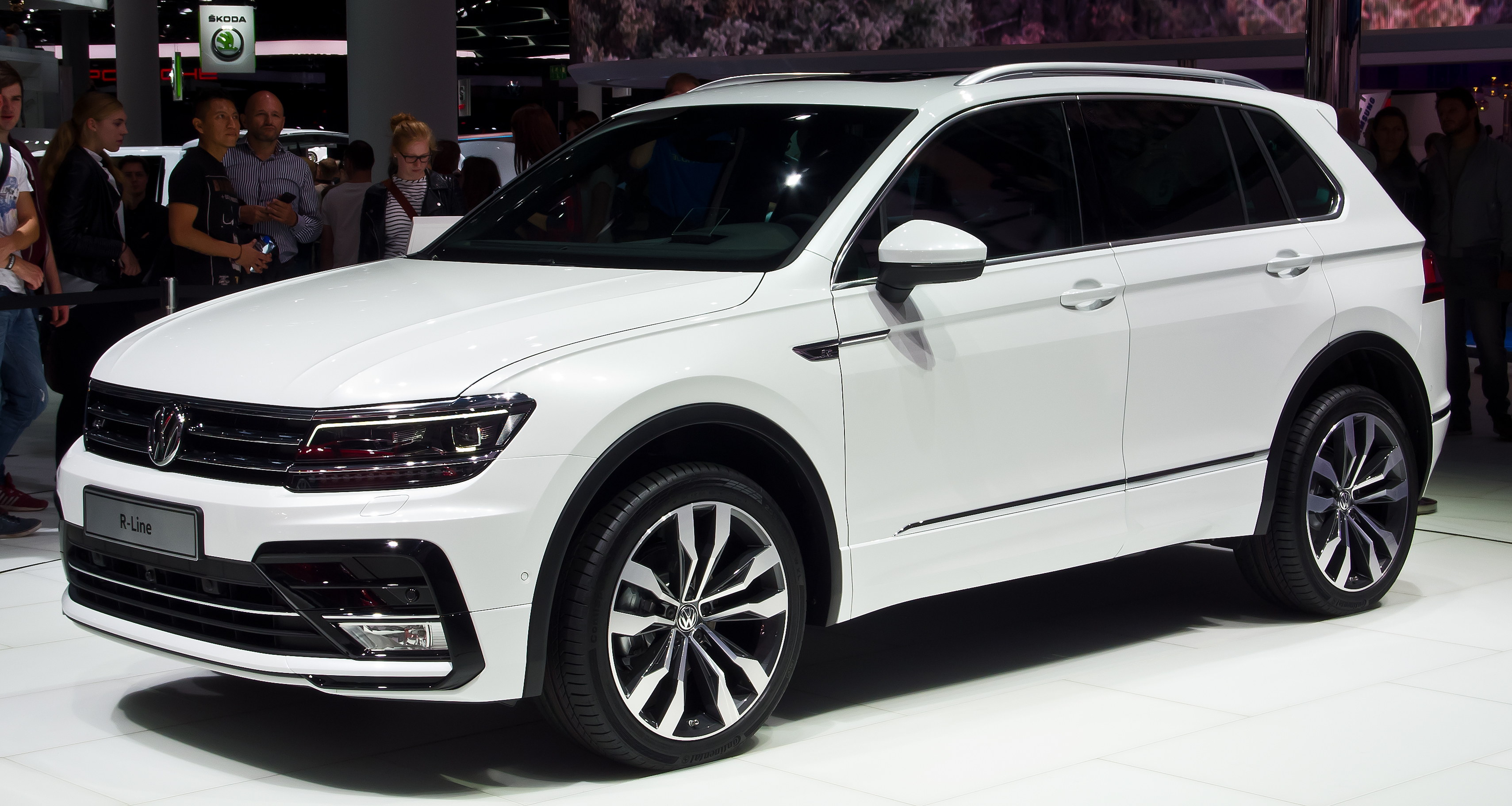
Версия R-Line

2 сентября 2015 года на европейском рынке стартовали предварительные продажи Volkswagen Tiguan второго поколения, которое было представлено на Франкфуртском автосалоне 15 сентября 2015 года. В ноябре 2016 года производство машин для российского рынка началось на заводе компании Volkswagen в Калуге. Существуют также спортивные модификации GTE и R-Line.
В марте 2017 года производство VW Tiguan для рынка Индии стартовало в Аурангабаде. Главным отличием версии, собираемой в г. Калуга, стало наличие 6-ступенчатой АКПП (AISIN) вдобавок к уже устанавливаемым DSG и ручной КПП.

### Tiguan Allspace

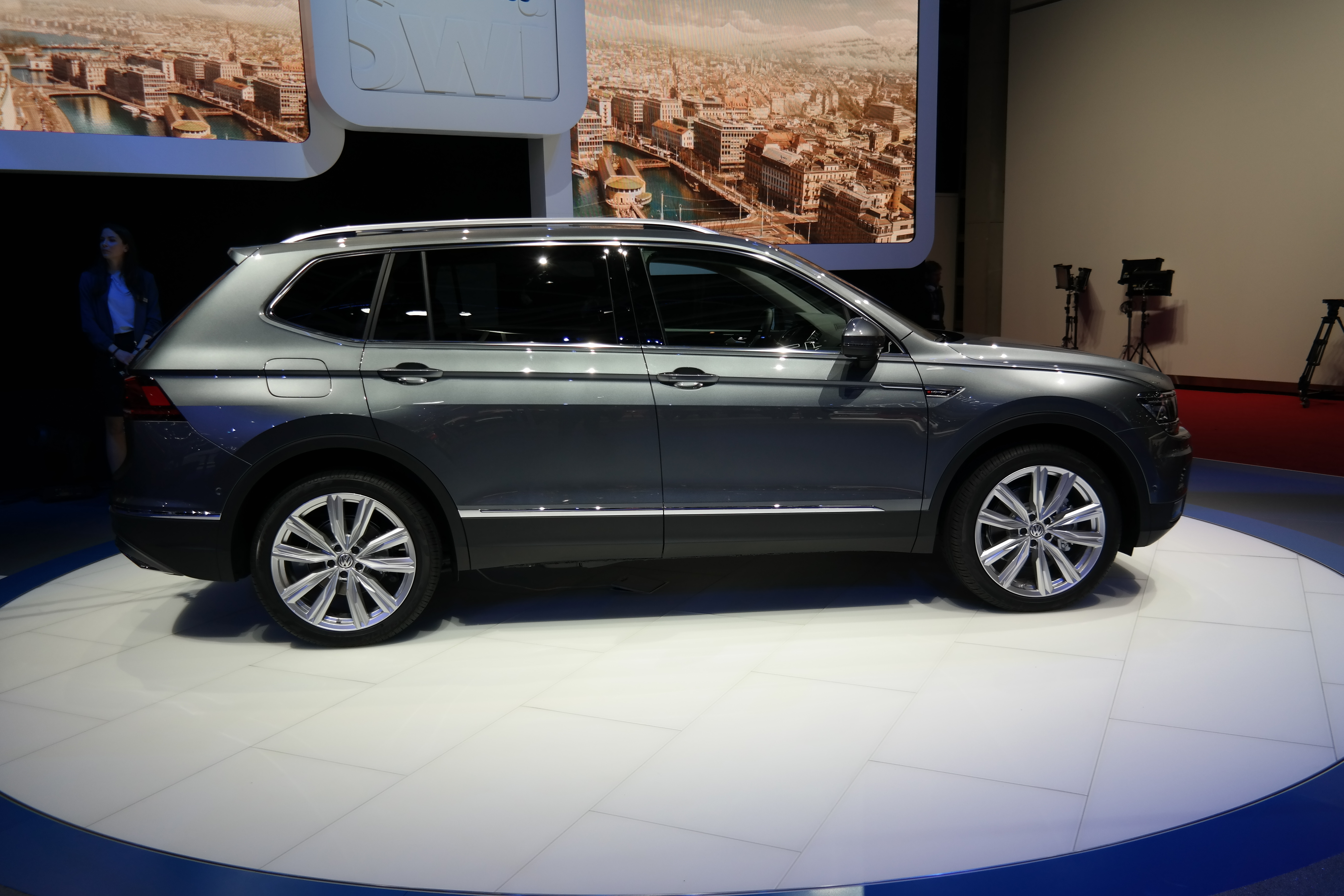
Семиместная версия Allspace на Женевском автосалоне 2017

Летом 2016 года появились фото семиместной версии. 7-местная версия отличается растянутой до 2681 мм (+110 мм) колёсной базой и более длинным задним свесом, и фактически является моделью-близнецом Škoda Kodiaq. Кроссовер имеет названия Tiguan LBW (Long Whell Base), L и Allspace (ранее назывался XL), является частью плана расширения линейки кроссоверов Volkswagen. Тогда же были запланированы кроссоверы на базе VW Polo и VW Golf и новая модель с названием Teramont, и третье поколение VW Touareg. Официальная премьера семиместной версии состоялась в 2017 году на автосалоне в Детройте, а в марте — на Женевском автосалоне для европейского рынка. В Россию Allspace поставляться не будет в связи с низким спросом на 7-местные автомобили в России.

### Безопасность
Автомобиль был признан самым безопасным компактным кроссовером 2016 года:
| Euro NCAP                                                     | Euro NCAP | Euro NCAP | Euro NCAP             |
| ------------------------------------------------------------- | --------- | --------- | --------------------- |
| · общий рейтинг                                               |           |           |                       |
| 96%                                                           | 80%       | 68%       | 68%                   |
| взрослый пассажир                                             | ребёнок   | пешеход   | активная безопасность |
| Протестированная модель: VW Tiguan 2.0 TDI 110 kW, LHD (2016) |           |           |                       |

## Третье поколение
14 июня 2023 года Volkswagen представил прототип Tiguan третьего поколения, который будет официально представлен в 2024 году. Серийная версия была официально представлена 19 сентября 2023 года.
Модель будет продаваться в Китае как Volkswagen Tiguan L Pro, который имеет более длинную колёсную базу и длину кузова.

## Особенности программного обеспечения
В сентябре 2015 года во время лабораторных исследований было обнаружено, что оригинальное программное обеспечение дизельного Volkswagen Tiguan 1-го поколения и нескольких других автомобилей компании может замечать, что автомобиль испытывают на экологичность, и в этом режиме занижать количество выбросов вредных веществ.

## Отзывы
В августе 2018 года стало известно, что Tiguan попал под отзывную кампанию 700 тысяч автомобилей по всему миру из-за проблем с освещением. Проблема состоит в том, что влага может вызывать короткое замыкание в светодиодной подсветке крыши автомобиля. В очень неблагоприятных условиях это может также привести к возгоранию.